# Jaume Anglès Pruñonosa
Jaume Anglès Pruñosa (Sant Martí de Provençals, 1858 - ¿) fou un líder obrer i polític català. Treballà com a boter i participà com a delegat dels boters de Sants al XIII Congrés de la Federació d'Oficials Boters d'Espanya a Vilanova i la Geltrú (9-15 de juny de 1885), i com a delegat dels boters de Sant Martí de Provençals al XVIII Congrés a Barcelona (7-15 de juliol de 1890), on va proposar participar activament en la diada de l'1 de maig. També participà en els congressos de Sant Martí de Provençals (12-20 d'abril de 1891) i Barcelona (2-15 de juny de 1902).
El 1890 va fundar la cooperativa obrera la Flor de Mayo, amb seu al carrer Wad-Ras, i que el 1935 encara era activa. Fou diputat per Unió Republicana per la circumscripció de Barcelona a les eleccions generals espanyoles de 1903, partit que va deixar poc després per unir-se al Partit Republicà Radical d'Alejandro Lerroux. Després participà en el Congrés de la Confederació Regional de Societats de Resistència "Solidaritat Obrera" de setembre de 1908 i fou actiu en les campanyes contra les lleves per la Guerra del Marroc. Hom diu que durant la Setmana Tràgica fou intimidat a punta de pistola per tal que participés en la revolta, però no s'hi va sumar.